# تاريخ مينيسوتا

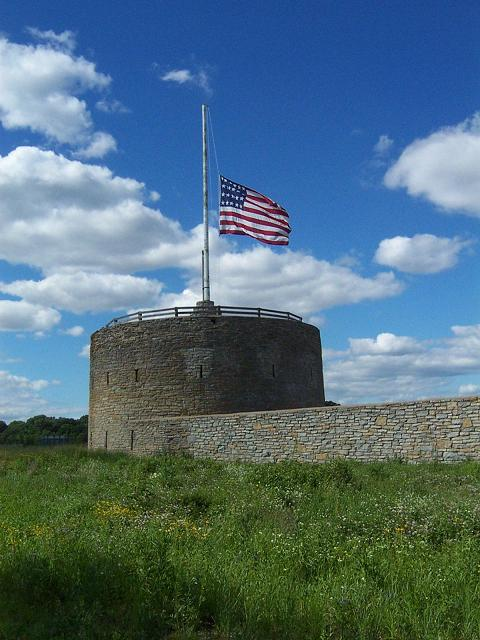
حصن سنيلنغ لعب دوراً محورياً في تاريخ مينيسوتا وفي تطور منيابولس وسانت بول القربيتين

يتشكل تاريخ ولاية مينيسوتا الأمريكية من سكانها الأصليين، الاستكشافات الأوروبية والاستيطان، وظهور الصناعات التي تحققت بفضل الموارد الطبيعية للولاية. برزت مينيسوتا من خلال تجارة الفراء، وقطع الأخشاب، والزراعة، ولاحقاً من خلال السكك الحديدية، ومناجم الحديد. وفي حين لا تزال تلك الصناعات هامة، يقود اقتصاد الولاية الآن قطاع المصارف وشركات الحواسيب والرعاية الصحية.
لاحق أول المستوطنين المعروفين قطعان صيد كبيرة في المنطقة خلال العصر الجليدي الأخير. وقد سبقوا قبيلتي أنيشينابه وداكوتا وغيرهما من السكان الأصليين. وصل تجار فراء من فرنسا خلال القرن السابع عشر. أبعد تحرك الأوروبيين في اتجاه الغرب خلال القرن التاسع عشر معظم الهنود. جلب حصن سنيلنغ الذي بني لحماية مصالح الولايات المتحدة الإقليمية أوائل المستوطنين في المنطقة. استخدام المستوطنون الأوائل شلالات سانت أنتوني لتوفير الطاقة للمناشر في المنطقة التي أصبحت منيابولس، في حين استقر البعض الآخر أسفل النهر في المنطقة التي أصبحت سانت بول.
اكتسب مينيسوتا الوجود القانوني بإنشاء إقليم مينيسوتا في عام 1849، وأصبحت الولاية الأمريكية الثانية والثلاثين في 11 مايو 1858. بعد اضطرابات الحرب الأهلية الأمريكية وحرب داكوتا عام 1862، بدأ اقتصاد الدولة بالتطور باستغلال الموارد الطبيعية في مجال قطع الأشجار والزراعة. جذبت السكك الحديدية المهاجرين، أنشأت الاقتصاد الزراعي، وجلبت البضائع إلى الأسواق. حفزت القوة التي وفرتها شلالات سانت انتوني نمو منيابولس، وأعطتها وسائل الطحن المبتكرة عليه لقب «عاصمة الطحن في العالم».
جاءت صناعة جديدة من خام الحديد، الذي اكتشف في الشمال، ويستخرج بسهولة نسبياً بواسطة التعدين السطحي، ويتم شحنه إلى مصانع الصلب عبر البحيرات العظمى من منائي دولوث وتو هاربورس. أدت التنمية الاقتصادية والتغيرات الاجتماعية إلى توسيع دور حكومة الولاية وانتقل السكان من المناطق الريفية إلى المدن. أثناء الكساد العظيم تم تسريح عمال في المناجم وتوترت علاقات العمل وإلا أن برامج الصفقة الجديدة ساعدت الولاية. بعد الحرب العالمية الثانية، اشتهرت مينيسوتا في مجال التكنولوجيا، تغذيه أوائل شركات الكمبيوتر سبيري راند، كونترول داتا وكراي. أصبحت مدينتان التوأم أيضاً مركزاً إقليمياً للفنون مع مؤسسات ثقافية مثل مسرح غوثري، وأوركسترا مينيسوتا، ومركز ووكر للفنون.

## السكان الأصليون
تعود تاريخ أقدم بقايا بشرية معروفة في مينيسوتا إلى حوالي 9000 سنة، وقد اكتشفت قرب براونز فالي في عام 1933. وتم العثور على أدوات حجرية حادة من نوع كلوفس وفولسوم مع «رجل براونز فالي». بعض أقدم الدلائل على وجود مستمر في المنطقة يوجد بموقع معروف باسم برادبري بروك قرب بحيرة ميل لاكس وكان يستخدم حوال عام 7500 قبل الميلاد. ولاحقاً، تطورت شبكات تجارية واسعة في المنطقة. وقد عُثر على جثة مقيمة مبكرة عُرفت باسم «امرأة مينيسوتا» في عام 1931 في مقاطعة أوتر تيل. قدر الكربون المشع عمر العظام بحوالي 8000 سنة، ما يقرب من 7890 ± 70 قبل الحاضر أو قرب نهاية العصر الشرقي القديم. وكان لديها محارة من نوع من القواقع معروف باسم Busycon perversa، وهو نوع عرف عنه سابقاً أنه موجود فقط في فلوريدا.